# The Traitors
The Traitors é uma franquia de reality shows criada pela empresa All3Media IDTV que foi ao ar originalmente pela RTL 4 nos Países Baixos em 2021.

## Jogabilidade
Os jogadores são divididos em dois grupos: os leais (faithfuls) e os traidores (traitors), com apenas o último grupo tendo conhecimento da afiliação de grupo um do outro. Os leais devem trabalhar juntos para identificar e eliminar os traidores por meio do banimento antes do fim do jogo, enquanto o objetivo dos traidores é permanecer indetectáveis e escapar do banimento.
Na maioria das noites, os traidores se reúnem e decidem sobre um competidor leal para "assassinar" – e essa pessoa deixará o jogo imediatamente. Os competidores leais restantes não saberão quem foi eliminado até o dia seguinte, quando essa pessoa não entrar na sala para o café da manhã. O grupo então participa de uma missão para ganhar dinheiro para o fundo de prêmios. Em algumas versões, as missões ofereciam uma oportunidade para os jogadores visitarem o arsenal – durante o qual os jogadores receberiam o escudo aleatoriamente e secretamente. Em outras versões, o escudo só está disponível para ser obtido durante as missões. Segurar um escudo concede ao jogador imunidade de ser assassinado, mas não do voto de banimento. Uma tentativa de assassinato no portador do escudo resultará em nenhum jogador sendo eliminado por assassinato.
No final da maioria dos dias, os jogadores participarão de uma mesa redonda, onde os jogadores discutem em quem votar antes de votar individualmente para banir um jogador. Os jogadores votam em particular antes de revelar seus votos para todos, uma vez que todos os votos estejam bloqueados, e podem dar uma breve justificativa para seu voto. A pessoa que recebeu mais votos para banimento é banida do jogo e deve revelar a qual grupo (leais ou traidores) pertencia. Durante o jogo, se o número de traidores restantes cair para dois, eles terão a opção de recrutar um leal para se juntar a eles em vez de cometer um assassinato. O leal terá a opção de recusar, e recusar pode ou não resultar em seu assassinato imediato. Se o leal aceitar, ele se torna um traidor a partir daquele ponto em diante. Após a mesa redonda final, os jogadores restantes votam se encerram o jogo ou continuam o jogo. É necessária uma votação unânime para encerrar o jogo; se houver pelo menos um voto para continuar, outro voto de banimento é imediatamente conduzido, antes de repetir o voto para terminar o jogo com os jogadores restantes. Quando ocorre um voto unânime para terminar o jogo, ou quando há apenas dois jogadores restantes, os jogadores restantes revelam se são um Fiel ou um traidor. Se os jogadores restantes forem leais, eles dividirão o prêmio; mas se algum traidor chegar ao fim, ganhará o prêmio total.
O número de jogadores varia de temporada para temporada e de franquia para franquia. O número de traidores que começam o jogo também varia de temporada para temporada. Em algumas versões, os jogadores são celebridades.

## Versões internacionais
Atualmente no ar
     Próximas temporadas
     Status desconhecido
     Aguardando confirmação
     Não está mais em produção
| País                     | Título local                                   | Rede(s)                  | Vencedor(es) | Anfitrião(ões)                                                 |
| ------------------------ | ---------------------------------------------- | ------------------------ | --- | -------------------------------------------------------------- |
| Austrália                | The Traitors                                   | Network 10               | Temporada 1, 2022: Alexandra "Alex" Duggan (Traidora) Temporada 2, 2023: Sem vencedor(a) | Rodger Corser                                                  |
| Bélgica (flamengo)       | De Verraders (Vlaanderen)                      | VTM                      | Temporada 1, 2022: Bart Kaëll, Kim Van Oncen, Niels Albert e Ward Lemmelijn (Leais) Temporada 2, 2023: Bart Appeltans e Guy T'Sjoen (Traidores) Temporada 3, 2024: temporada atual | Staf Coppens                                                   |
| Bélgica (francês)        | Les Traîtres                                   | RTL-TVI                  | Temporada 1, 2021–22: Philippe Scofield e Pholien Systermans (Leais) Temporada 2, 2023: Vanessa Matagne (Traidora) Temporada 3, 2024: Toma Nikiforov (Traidor) | Frédéric Etherlinck                                            |
| Canadá (inglês)          | The Traitors Canada                            | CTV                      | Temporada 1, 2023: Mike D'Urzo (Traidor) Temporada 2, 2024: temporada atual | Karine Vanasse                                                 |
| Canadá (francês)         | Les Traîtres                                   | Noovo                    | Temporada 1, 2024: Cédric Fofana, Chelsea Jones e Kim Hardy (Leais) Temporada 2, 2025: temporada confirmada | Karine Vanasse                                                 |
| Croácia                  | ASA                                            | RTL                      | Temporada 1, TBC: anunciada | ASA                                                            |
| Tchéquia Eslováquia      | Zrádci Zradcovia                               | Prima TV JOJ             | Temporada 1, 2024: temporada atual | Vojtěch Kotek                                                  |
| Dinamarca                | Forræder                                       | TV2                      | Temporada 1, 2023: Johannes Nymark (Traidor) Temporada 2, 2024: Emil Trier, Mikkel Trier e Melissa Bentsen (Leais) | Lise Rønne                                                     |
| Dinamarca                | Forræder - Ukendt Grund                        | TV 2 Echo                | Temporada 1, 2024: temporada atual | Martin Johannes Larsen                                         |
| Finlândia                | Petolliset                                     | Nelonen                  | Temporada 1, 2023: Heikki Sorsa e Sita Salminen (Traidores) Temporada 2, 2024: temporada atual | Christoffer Strandberg                                         |
| França                   | Les Traîtres                                   | M6                       | Temporada 1, 2022: Clémence Castel} e David Douillet (Traidores) Temporada 2, 2023: Juju Fitcats (Traidora) Temporada 3, 2024: Hugo Manos e Laurent Ruquier (Traidores) | Éric Antoine                                                   |
| França                   | Les Traîtres: Nouvelle Génération              | M6+                      | Temporada 1, 2024: Andy, Briac Glaud & LeBouseuh (Leais) | Éric Antoine                                                   |
| Alemanha                 | Die Verräter – Vertraue Niemandem!             | RTL                      | Temporada 1, 2023: Anna-Carina Woitschack e Vincent Gross (Traidores) Temporada 2, 2024: temporada atual | Sonja Zietlow                                                  |
| Grécia                   | Oi Prodótes (Οι Προδότες)                      | ANT1                     | Temporada 1, 2023: Giorgos Talias (Traidor) | Konstantinos Markoulakis                                       |
| Hungria                  | Az Árulók – Gyilkosság a kastélyban            | RTL                      | Temporada 1, 2023: Ágnes "Ági" Szabados, Orsi Tapasztó e Tamás "Moha" Mohai (Leais) Temporada 2, 2024: Enikő Muri, Izabell "Iza" Url e Krisztina "Kriszta" Hadas (Leais) | Attila Árpa                                                    |
| Hungria                  | Az Árulók – Gyilkosság a kastélyban            | RTL                      | Civil Season 1, 2024: temporada confirmada | Attila Árpa                                                    |
| Índia                    | The Traitors                                   | Prime Video              | Temporada 1, TBD: temporada confirmada | Karan Johar                                                    |
| Irlanda                  | The Traitors Ireland                           | RTÉ One                  | Temporada 1, 2025: temporada confirmada | ASA                                                            |
| Israel                   | Habogdim (הבוגדים)                             | Channel 12               | Temporada 1, 2024: temporada confirmada | Assi Azar e Rotem Sela                                         |
| Itália                   | The Traitors                                   | Prime Video              | Temporada 1, 2025: temporada confirmada | ASA                                                            |
| Países Baixos            | De Verraders                                   | RTL 4                    | Temporada 1, 2021: Chatilla van Grinsven (Leal) e Samantha Steenwijk (Traidoras) Temporada 2, 2022: Dionne Slagter, Steven Brunswijk e Toine van Peperstraten (Leais) Temporada 3, 2023: Billy Dans, Chahid Charrak e Noor Omrani (Leais) Temporada 4, 2024: Tristan Eisank (Traidor) Temporada 5, TBD: temporada confirmada | Tijl Beckand                                                   |
| Países Baixos (especial) | De Verraders                                   | Videoland                | Edição Videoland, 2021: Britt Scholte e Iliass Ojja (Traidores) Temporada Halloween 1, 2022: Bastiaan Ragas, Bobbi Eden e Famke Louise (Leais) Temporada Halloween 2, 2023: Bente Fokkens (Traidor) Temporada Halloween 3, 2024: temporada atual                                                                             | Art Rooijakkers (Videoland Edition) Frank Evenblij (Halloween) |
| Nova Zelândia            | The Traitors NZ                                | Three                    | Temporada 1, 2023: Anna Reeve e Sam Smith (Leais) Temporada 2, 2024: Bailey Kench (Traidor) | Paul Henry                                                     |
| Noruega                  | Forræder                                       | TV2                      | Temporada 1, 2022: Cathrine Fossum e Karina Hollekim (Traidoras) Temporada 2, 2023: Aslak Maurstad (Traidor) Temporada 3, 2023: Jon Martin Henriksen e Marlene Stavrum (Leais) Temporada 4, 2024: temporada atual | Mads Hansen                                                    |
| Polônia                  | The Traitors. Zdrajcy                          | TVN                      | Temporada 1, 2024: Justyna Kąkol e Olatunji Stanley Ayọmo (Leais) Temporada 2, TBC: temporada confirmada | Malwina Wędzikowska                                            |
| Portugal                 | Os Traidores                                   | SIC                      | Temporada 1, 2023: Carolina de Brito Palma e Júlio Ferreira (Traidores) | Daniela Ruah                                                   |
| Romênia                  | ASA                                            | Pro TV                   | Temporada 1, TBC: anunciada | ASA                                                            |
| Rússia                   | Heirs and Pretenders (Наследники и самозванцы) | TV-3                     | Temporada 1, 2022: Igor Oznobikhin (Leal) e Svetlana Romashina (Traidora) | Lyasan Utyasheva                                               |
| África do Sul            | ASA                                            | ASA                      | Temporada 1, TBC: anunciada | ASA                                                            |
| Coreia do Sul            | ASA                                            | ASA                      | Temporada 1, TBC: anunciada | ASA                                                            |
| Espanha                  | Traitors España                                | laSexta (2-) HBO Max (1) | Temporada 1, 2023: Joana Pastrana e Leo Margets (Leais) Temporada 2, TBA: temporada confirmada | Sergio Peris-Mencheta                                          |
| Suécia                   | Förrädarna                                     | TV4                      | Temporada 1, 2023: Katia Mosally (Traidora) Temporada 2, 2024: temporada confirmada | Dragomir Mrsic                                                 |
| Reino Unido              | The Traitors                                   | BBC One                  | Temporada 1, 2022: Aaron Evans, Hannah Byczkowski e Meryl Williams (Leais) Temporada 2, 2024: Harry Clark (Traidor) Temporada 3, TBA: temporada confirmada | Claudia Winkleman                                              |
| Estados Unidos           | The Traitors                                   | Peacock                  | Temporada 1, 2023: Cirie Fields (Traidora) Temporada 2, 2024: Chris "CT" Tamburello e Trishelle Cannatella (Leais) Temporada 3, TBA: temporada confirmada Temporada 4, TBA: temporada confirmada Temporada 5, TBA: temporada confirmada                                                                                      | Alan Cumming                                                   |

## Versão brasileira
Em 2025, a NBCUniversal divulgou que trará o formato ao Brasil. A versão brasileira será exibida pelo Universal+.